# Ervin Stoun
Еrvin Stoun (engl. Irwin Stone; 1907–1984) američki je biohemičar, hemijski inženjer, i pisac. On je privi primenio askorbinsku kiselinu u industriji prerade hrane kao prezervativ. On je objavio hipotezu da su ljudima neophodne veće količine Vitamina C za optimalno zdravlje nego što je neophodno za sprečavanje skorbuta.

## Spoljašnje veze
- Publikacije Еrvina Stouna